# 今田智憲
今田 智憲（いまだ ちあき、1923年7月20日 - 2006年6月23日）は、日本の映画プロデューサー。東映アニメーションの社長と会長、東映ビデオの社長を務めた。広島県東広島市西条町出身。

## 来歴

### 人物
東映社長だった岡田茂の盟友。自宅も近所の幼馴染で、今田の家も酒樽の製造元であった。岡田と小学校から進学・就職とともに歩み、旧制広島一中（現・広島国泰寺高校）、東京商科大学（現・一橋大学）予科を経て1946年東京産業大学（1944年に東京商科大学から改称、現一橋大学）卒業、1947年東京急行電鉄に入り同郷の先輩・黒川渉三が社長を務めていた東横映画（東映の前身の一つ）に誘われて移籍。東映では営業畑を歩き、東映動画（現・東映アニメーション）に移動すると、同社製作のテレビアニメや劇場アニメ作品（東映まんがまつり）の多くに製作・企画などで携わった。また本社配給課長時代の1953年公開された『ひめゆりの塔』は、撮影が長引き製作に名を連ねた社長・大川博が激怒し製作中止を宣告。マキノ光雄と共に大川を説得し公開された映画は、日本映画興行界空前の大ヒットとなって東映は大きく飛躍した。

### 東映動画設立時
1955年、日本動画の藪下泰司と山本善次郎から今田は日本動画の買収を持ちかけられ、国際的な映像の仕事としての大きな可能性を感じた今田が大川社長に「東洋のウォルト・ディズニーになりましょう」と進言し東映は日動の買収を決めた。1956年1月、東映は東映動画の設立に向け「漫画映画製作研究委員会」を起ち上げるが、委員長は大川社長で、今田は赤川孝一管理課長（後の教育映画部次長、赤川次郎の父）らと共にその設立準備の実務担当委員に任命された。今田は「カラー長編制作に加え、ディズニー社を始めとするアメリカの長編アニメ制作会社と提携し、その制作技術を導入することを提案。さらに作品制作事業だけでなく、関連商品販売やテーマパーク運営など、広範囲にわたる事業展開を図るべし」「絶対に天然色で、長編漫画でなければ収入はあがらない」などと提案し、今日のキャラクター・ビジネスやマーチャンダイズに近い発想を既に持っていたが、事業計画案を巡り今田と赤川の意見が対立した。結局赤川の教育映画部の意見が優先され、今田の意見は却下、同年7月の東映動画の発足にあたっては短編・中編制作の事業計画のみが記載され、長編の記載はなかった。同年東映動画取締役、1958年朝日テレビニュース社（現・テレビ朝日映像）常務取締役で、遠山隆専務取締役を補佐する実務を担当。1959年、東映にテレビ課を新設し初代課長。
1960年3月、今田の発案を大川社長が採択し、第二東映が発足。時代に逆行した第二東映は大失敗した。地方の館主会から責任を追及され、東映関東支社長(営業)に転任した。
1962年10月、39歳で東映取締役。1963年関東支社長、1964年東映東京撮影所長。同年、「今のテレビは営業が命です。営業に力を入れるべきです」と大川社長に進言し渡邊亮徳を営業部テレビ課課長に配転させる。第二東映や「アイドホール」(en:Eidophor)による劇場映写などのアイデアを生んだ"東映進歩派"といわれた。1965年から始まる『網走番外地』は今田の企画。この関係から今田がこの後、ユニオン映画に移った際に、石井輝男はユニオン映画のテレビドラマを数本手がけている。1966年東映常務取締役。
1968年、大川社長の息子・大川毅専務と今田ら重役との確執が表面化。1968年5月、大川社長は息子・毅を平取締役に格下げする人事を行い、岡田と今田を本社に戻し、岡田を製作の最高責任者・企画製作本部長（兼京都撮影所長）、今田を営業の最高責任者・営業本部長兼興行部長に就任させた。しかし1968年12月、大川毅が代表取締役に復帰すると、再び東映内の権力争いが激しくなり、大川社長は今田を東映傍系の東映芸能社長に左遷させた。
1970年、東映を娯楽会社に転換させようとした大川親子とそりが合わず、不本意ながら東映を退社し、有田一壽日本クラウン社長、江守清樹郎元日活常務と共に専務取締役としてユニオン映画創立に参画。実務は江守と今田が担当し"映画五社体制"へ、外の血を入れた旧映画界にクサビを打ち込む動きとして注目を浴びた。

### 東映動画・東映ビデオ社長
1971年、大川の急逝で東映の二代目社長に盟友岡田が就任したため、1973年8月、東映ビデオ社長として東映に復帰。翌1974年8月、東映動画代表取締役社長兼タバック代表取締役社長就任。以降、東映ビデオ社長を16年間兼任しながら東映動画の事業多角化と頭脳集約型企業を標榜し、1993年の会長就任まで歴代最長の20年間社長を務め、労組問題に揺れた東映動画を立て直し、営業部門を商品営業部、版権営業部、事業部に分割させ強化し、アニメデジタル化、アニメ海外輸出、キャラクター・ビジネスの可能性を模索した。これらは同社がブーム期以降に飛躍発展する礎となった。東映アニメーション、及び日本アニメのデジタル化は労組問題での苦しい教訓を活かし、今田が同社の再建策として将来を見据えてコンピュータの導入を指示したのがきっかけ。社内にプロジェクトチームを発足させ情報蒐集と国内大手家電メーカーと連携して研究開発に取り組んだが、1980年代は初期費用、ランニングコストも天文学的な数字にのぼり、結局1991年に開発プロジェクトは中断した。しかしその直後からパソコンの性能が飛躍的に向上し価格もどんどん下がり、1992年の『北斗の拳』のゲーム用データ作成を手始めに、一部実験的に試用を始め、1997年『ゲゲゲの鬼太郎 第4シリーズ』4月放映分からデジタル制作に完全に切り替えた。これが日本アニメのデジタル化第一作である。
東映動画は今田が社長に就任してようやく海外にも眼を向けていこうという方針になった。今田は東映動画創業時から、アニメは日本の映像産業が世界に輸出し得る唯一の商品という考えを持っていた。それまで東映が行っていた海外販売を1975年から新設した版権営業部にやらせ東アジア、東南アジアを手始めに欧州、アメリカ等、世界各国のテレビ・映画の見本市に毎年出展。自ら世界各地の映画祭や配給会社を訪ね、日本アニメの輸出促進を働きかけた。フィルム輸出と海外版権の販路拡張を推し進め、日本アニメ海外進出の推進役として多大な功績を残した。1974年10月「仮面ライダー」など実写作品の著作権管理を東映に移行させ、アニメ作品の著作権を東映アニメーションで専門に管理。「キャンディ・キャンディ」や「UFOロボ グレンダイザー」は輸出した世界各国で熱い支持を受け営業活動の大きな起爆剤となった。沖縄海洋博・アクアポリス、マリノラマ用映像制作。東映動画とタバック内に東映オーディオ・タレント・スクールを設置し、声優養成講座開講。1975年から「世界名作童話アニメ」製作を開始、白鳥の湖等、断続的に8年間全20巻を製作。1976年生産者グループ（TCPG）を発足させ、商品営業部の企画・生産・販売ラインを確立。1977年4月発足した日本商品化権協会理事長に就任。1977年「魔女っ子メグちゃん」等、中南米向け販売を開始。同年東映アニメーション・ファンクラブ設立。1978年、劇場作品として初の受託作品となった『さらば宇宙戦艦ヤマト 愛の戦士たち』は前例のない大ヒットを記録し、アニメブームの中核へ躍り出た。同年「アニメーター養成講座」を開設。1979年、テレビ版で高い評価を得たアニメ『銀河鉄道999』の劇場版を初めて自主製作し、同年邦画配収成績1位を記録。これは『宇宙海賊キャプテンハーロック』の第1話を見て感激した今田が、東映動画始まって以来の社外起用としてりんたろうを監督に抜擢したもの。この後1982年まで毎年、松本零士作品を公開しブームの中核を担う。
1975年、事業部がグレートマジンガー巨大ロボットショーの実演催事用アトラクションの製作から、集客・販売と番組宣伝を兼ねたキャラクターショーを全国遊園地等で展開、これはその後拡大・発展した。事業部はその他、遊園地やレジャー施設、テーマパーク等のアトラクションの製作や施設設計施工、アイスショーや野球場のスコアボード映像製作、歌手のコンサートの製作、催事の業務提携、「大恐竜展」「大エジプト展」などのイベントも手掛けている。1977年、日本商品化権協会設立で初代理事長。1978年、商品営業部が販売強化のため、メーカーとの共同販売プロジェクト開始。1980年、版権営業部国際部新設。1981年にはオリジナル・キャラクターの開発・商品化、輸入ファンシー商品販売に乗り出す。
1980年から週刊少年ジャンプで連載の始まった「Dr.スランプ」のアニメ化を指示し、1981年にテレビ放映を開始した「Dr.スランプ アラレちゃん」は、劇場版にも観客が殺到する大ブームを生み、1983年から放映した「キン肉マン」はキャラクター商品も子供たちの間で大流行。1984年から放映の「北斗の拳」も大ヒットした。その他、在任中放送または制作した作品に「一休さん」、「聖闘士星矢」、「美少女戦士セーラームーン」、「スラムダンク」などの大ヒット作がある。1986年にはフィリピンに同社初の海外製作拠点を設立し1992年EEI-TOEIとして東南アジアにおける海外製作拠点とした。また同社初の自己資産の購入ほか、前述のようにアニメデジタル化を実現させた。在任中東映アニメーション、過去最大の経営発展を成し遂げ1993年同社社長を退任し会長に就任。1994年まで会長職を務め、1994年から相談役、2000年から特別顧問となった。この間1976年から1991年まで日本動画連盟（現日本動画協会）理事、1977年から1995年まで日本商品化権協会理事長、1995年から2006年まで日本商品化権協会特別顧問。
デジタルコンテンツグランプリ2001人物表彰の部特別賞受賞。
肺炎のため2006年6月23日に死去した。享年82。東京プリンスホテルで東映アニメーション主催のお別れ会が行われた。

## 作品
☆但し書きのないものは製作・製作総指揮
- 河内遊侠伝（1967年） ※企画
- 陸軍諜報33（1968年） ※企画
- グレートマジンガー対ゲッターロボ（1975年）
- これがUFOだ!空飛ぶ円盤（1975年）
- 長靴をはいた猫 80日間世界一周（1976年）
- 一休さん 虎たいじ（1976年）
- 超電磁ロボ コン・バトラーV（1977年）
- 宇宙戦艦ヤマトシリーズ（3作品ともノンクレジット）
  - さらば宇宙戦艦ヤマト 愛の戦士たち（1978年）
  - ヤマトよ永遠に（1979年）
  - 宇宙戦艦ヤマト 完結編（1983年）
- キャンディ・キャンディ 春の呼び声（1978年）
- 世界名作童話 おやゆび姫（1978年）
- 宇宙海賊キャプテンハーロック アルカディア号の謎（1978年）
- 銀河鉄道999（1979年）
- 地球へ…（1980年）
- サイボーグ009 超銀河伝説（1980年）
- カバ園長の動物園日記（1981年）
- Dr.スランプ アラレちゃんシリーズ
  - Dr.スランプ アラレちゃん ハロー!不思議島（1981年）
  - Dr.SLUMP “ほよよ!”宇宙大冒険（1982年）
  - Dr.スランプ アラレちゃん ほよよ!世界一周大レース（1983年）
  - Dr.スランプ アラレちゃん ほよよ!ナナバ城の秘宝（1984年）
  - Dr.スランプ アラレちゃん ほよよ!夢の都メカポリス（1985年）
  - Dr.スランプ アラレちゃん んちゃ!ペンギン村はハレのち晴れ（1993年）
  - Dr.スランプ アラレちゃん んちゃ!ペンギン村より愛をこめて（1993年）
- 世界名作童話 白鳥の湖（1981年）
- さよなら銀河鉄道999 アンドロメダ終着駅（1981年）
- わが青春のアルカディア（1982年）
- 世界名作童話 アラジンと魔法のランプ（1982年）
- 浮浪雲（1982年）
- どくとるマンボウ&怪盗ジバコ 宇宙より愛をこめて（1983年）
- パタリロ! スターダスト計画（1983年）
- まんがイソップ物語（1983年）
- 少年ケニヤ（1984年）
- キン肉マン 奪われたチャンピオンベルト（1984年）
- Gu-Guガンモ（1985年）
- オーディーン 光子帆船スターライト（1985年）（ノンクレジット）
- ゲゲゲの鬼太郎第3シリーズ
  - ゲゲゲの鬼太郎（1985年）
  - ゲゲゲの鬼太郎 妖怪大戦争（1986年）
  - ゲゲゲの鬼太郎 最強妖怪軍団!日本上陸!!（1986年）
  - ゲゲゲの鬼太郎 激突!!異次元妖怪の大反乱（1986年）
- 北斗の拳（1986年）
- メイプルタウン物語（1986年）
- ドラゴンボール&ドラゴンボールZ シリーズ
  - ドラゴンボール 神龍の伝説（1986年）
  - ドラゴンボール 魔神城のねむり姫（1987年）
  - ドラゴンボール 摩訶不思議大冒険（1988年）
  - ドラゴンボールZ（1989年）
  - ドラゴンボールZ この世で一番強いヤツ（1990年）
  - ドラゴンボールZ 地球まるごと超決戦（1990年）
  - ドラゴンボールZ 超サイヤ人だ孫悟空（1991年）
  - ドラゴンボールZ とびっきりの最強対最強（1991年）
  - ドラゴンボールZ 激突!!100億パワーの戦士たち（1992年）
  - ドラゴンボールZ 極限バトル!!三大超サイヤ人（1992年）
  - ドラゴンボールZ 燃えつきろ!!熱戦・烈戦・超激戦（1993年）
  - ドラゴンボールZ 銀河ギリギリ!!ぶっちぎりの凄い奴（1993年）
- 聖闘士星矢シリーズ
  - 聖闘士星矢（1987年）
  - 聖闘士星矢 神々の熱き戦い（1988年）
  - 聖闘士星矢 真紅の少年伝説（1988年）
  - 聖闘士星矢 最終聖戦の戦士たち（1990年）
- 悪魔くん ようこそ悪魔ランドへ!!（1990年）
- 魔法使いサリー（1990年）
- 剣之介さま（1990年）
- DRAGON QUEST -ダイの大冒険- シリーズ
  - ドラゴンクエスト ダイの大冒険 (1991年の映画)（1991年）
  - ドラゴンクエスト ダイの大冒険 起ちあがれ!!アバンの使徒（1992年）
  - ドラゴンクエスト ダイの大冒険 ぶちやぶれ!!新生6大将軍（1992年）
- キャンディ・キャンディ（1992年）
- ろくでなしBLUES（1992年）